# تاريخ النقل البري
بدأ تاريخ النقل البري بالوسائل البدائية التي تعتمد على البشر أو الحيوانات.

## العصور القديمة
كانت الأشكال الأولى للنقل البري هي الخيول والثيران التي تحمل البضائع على المسارات وتتبع مسارات الطرائد، مثل مسار ناتشيز. في العصر الحجري القديم، لم يحتاجوا إلى إنشاء مسارات بما أن البلاد مفتوحة. تعتبر أولى المسارات المحسّنة تلك التي أنشئت على مخاضات النهر والممرات الجبلية وعبر المستنقعات. شملت التحسينات الأولى إزالة الأشجار والأحجار الكبيرة من المسار. مع زيادة حجم التبادل التجاري، سُويت المسارات أو وُسعت لاستيعاب حركة البشر والحيوانات. طُورت بعض هذه المسارات الترابية لشبكات واسعة إلى حد ما، تسمح بالتواصل والتبادل التجاري والسيطرة على مناطق واسعة. إمبراطورية الإنكا في أمريكا الجنوبية والاتحاد الإيروغوسي في أمريكا الشمالية، واللتان لم تمتلك أي منهما عربات مدولبة، مثالان على الاستخدام الفعال لمثل هذه المسارات.
حمل البشر قديمًا بضائعهم بأنفسهم، لكن استخدام الحيوانات، مثل الحمير والخيول، ظهر خلال العصر الحجري الحديث. يُعتقد أن أول عربة اخترعت هي ترافيوس، وهي مؤلفة من إطار جر، والذي ربما اُخترع في أوراسيا بعد أول استخدام للثيران (الماشية المخصية) لجر المحاريث. منذ 5000 قبل الميلاد، اُخترعت الزلاجات، والتي يعتبر تصميمها أكثر صعوبة من عربة ترافيوس، ولكنها سهلة الدفع على الأسطح الملساء. كان من الضروري إنشاء مسارات أوسع وأفضل لعربة ترافيوس أو الزلاجات التي تجرها الحيوانات. ونتيجة ذلك، أنشئت الطرق عام 5000 قبل الميلاد، وشملت طريق ريدجواي على طول التلال في إنكلترا لتفادي عبور الأنهار والعوائق. في ألمانيا الوسطى، ظلت مثل هذه الطرق السريعة الشكل السائد للطرق الطويلة حتى منتصف القرن الثامن عشر.

### طرق هارابان
ظهرت الطرق المعبدة في المستوطنات البشرية الأولى منذ 4000 قبل الميلاد في مدن حضارة وادي السند في شبه القارة الهندية في باكستان الحديثة، مثل هارابا وموهينجو دارو. كانت الطرق في المدن مستقيمة وطويلة، وتتقاطع مع بعضها بزاوية قائمة.

### النقل بالعربات المدولبة
يُعتقد أن العجلات اخترعت في سومر القديمة في بلاد ما بين النهرين منذ 5000 قبل الميلاد، وربما ظهرت بالأصل لصنع الفخار. ربما استخدم النقل أساسًا كمرفقات لعربة ترافيوس أو زلاجات للتقليل من المقاومة. وقيل أن الخشب المنشور استخدم لصناعة البكرات تحت الزلاجات قبل اختراع العجلات، ولكن لا يوجد دليل أثري على ذلك. تتصل معظم العجلات الأولى بمحاور ثابتة، الأمر الذي تطلب تزييتًا منتظمًا بالدهون الحيوانية أو الزيوت النباتية أو وضع وسادات جلدية للحفاظ على فعاليتها. طورت أولى العربات البسيطة ذات العجلتين من العربة ترافيوس، واستخدمت في بلاد ما بين النهرين وشمال إيران منذ 3000 قبل الميلاد، وظهرت العربة الحربية ذات العجلتين منذ 2800 قبل الميلاد. إذ يجرها حيوان الأخدر وهو من فصيلة الحمير.
ظهرت العربات الثقيلة ذات العجلات الأربع منذ 2500 قبل الميلاد، والتي تجرها الثيران فقط، وبالتالي استخدمت في الزراعة، ولا سيما في بلاد ما بين النهرين. يعتقد أن العربات الحربية ذات العجلة المؤلفة من قضبان شعاعية ظهرت منذ 2000 قبل الميلاد في ثقافة الأندرونوفو في جنوب سيبيريا وآسيا الوسطى. وفي الوقت ذاته، اُخترعت أولى التجهيزات البدائية للحصان لاستخدامها في النقل.
تطلب النقل بالعجلات الحاجة إلى إنشاء طرق أفضل. بشكل عام، لا يمكن أن تكون المواد الطبيعية ملساء بما يكفي لتشكيل أسطح جيدة التدرج وقوية بنفس الوقت لتحمل العربات ذات العجلات، خاصة عندما تكون رطبة، ولا يمكن أن تبقى مستوية. في المناطق الحضرية، أصبح من المفيد إنشاء شوارع معبدة بالحجارة، ويبدو أن أول الشوارع المعبدة بني في مدينة أور السومرية عام 4000 قبل الميلاد. شيدت الطرق الخشبية من جذوع الأشجار في غلاستنبري، إنجلترا عام 3300 قبل الميلاد، وشيدت الطرق المعبدة بالطوب في حضارة إندوس فالي في شبه القارة الهندية في الفترة ذاتها تقريبًا. أدت التحسينات في علم المعادن عام 2000 قبل الميلاد إلى ظهور أدوات تقطيع الأحجار في الشرق الأوسط واليونان مما سمح بتعبيد الشوارع المحلية. والجدير بالذكر، أنه منذ عام 2000 قبل الميلاد، شيد المينويون طريقًا معبدًا بطول 50 كم، يمتد من كنوسوس في شمال جزيرة كريت عبر الجبال إلى جورتين وليبينا، وهو ميناء على الساحل الجنوبي للجزيرة، والذي امتاز الطريق بمصارف جانبية، وطبقة من الحجر الرملي بسماكة 200 مم بينها ملاط من الغضار الكلسي، وتغطى بطبقة من الأحجار البازلتية. يمكن اعتبار هذا الطريق متفوقًا على كل الطرق الرومانية.
في عام 500 قبل الميلاد، أنشأ داريوس الأول الأكبر نظام طرق واسع النطاق لبلاد فارس (إيران)، يشمل الطريق الملكي الشهير الذي بعتبر من أفضل الطرق السريعة في ذلك الوقت. استخدم الطريق حتى بعد العصر الروماني. ونظرًا للجودة الفائقة للطريق، يمكن أن يقطع ساعي البريد 2699 كيلومترًا (1677 ميلًا) في سبعة أيام.
بين عامي 268 و22 قبل الميلاد، بَنت أشوكا الطرق والمراسيم وآبار المياه والمراكز التعليمية ودور الراحة والمستشفيات لخدمة البشر والحيوانات على طول الطرق السريعة عبر شبه القارة الهندية والأشجار المزروعة مثل بساتين بانيان والمانجو لصالح المسافرين. بنت الإمبراطورية الموريانية أيضًا طريق غراند ترانك الذي يمتد من بنغلاديش إلى بيشاور في باكستان. طوله 2000 ميل.

### الطرق الرومانية
مع تنامي الإمبراطورية الرومانية، تطلب سفر الجيوش بسرعة من منطقة إلى أخرى، وكانت الطرق الموجودة في كثير من الأحيان موحلة، الأمر الذي أدى إلى تأخير حركة الجنود. لحل هذه المشكلة، شيد الرومان طرقًا جيدة. تتكون هذه «الطرق الرومانية» من أساس من الحجار المكسرة لضمان تصريف الطريق والمحافظة على جفافه، إذ تتدفق المياه عبر الحجارة المكسرة، بدلًا من أن تصبح موحلة في التربة الطينية. أمضت الفيالق الرومانية أوقاتًا جيدة على هذه الطرق، وما زال بعضها يستخدم منذ آلاف السنين.
على الطرق الأكثر ازدحامًا، وُضعت طبقات إضافية شملت ستة أقسام من الحجارة المعبدة، مما أدى إلى تقليل الغبار المنبعث وقوة جر العجلات. أتاحت الحجارة المعبدة للعربات الرومانية سرعة سير كبيرة، ما ضمن التواصل الجيد مع المقاطعات الرومانية. غالبًا تُعبد الطرق الزراعية أولاً، ثم يستمر التعبيد إلى المدينة للحفاظ على نظافة طرقها. زودت العربات التي تجرها الخيول بالنوابض ومخمدات الصدمات، أذ لم تكن الطبقة المعبدة مستوية دائمًا، وكانت تسبب اهتزازات وصدمات.
تدهورت الطرق الرومانية في العصور الوسطى لأوروبا بسبب نقص الموارد والمهارات اللازمة لصيانتها، لكن استمر استخدام الكثير منها. ما زالت نفس المسارات تستخدم جزئيًا اليوم، على سبيل المثال، أجزاء من الخط إيه 1 في إنجلترا.

### الطرق الأولى المعبدة بالقطران أو الزفت
في العصور الوسطى للدولة الإسلامية، شيدت العديد من الطرق في جميع أنحاء الخلافة. أكثر الطرق تطورًا والمعبدة بالقطران كانت في بغداد في القرن الثامن. يعتبر القطران من مشتقات النفط، ويستخرج من حقول النفط في المنطقة، من خلال عملية التقطير الإتلافي.

## العصور الوسطى
في العصور الوسطى لأوروبا، قبل القرن الثاني عشر، لم توجد شبكات منظمة من الشوارع داخل المدن، بل كلنت عبارة عن ممرات للمشاة. مع اختراع تجهيزات الأحصنة والعربات ذات المحاور الأمامية القابلة للالتفاف، أُسست شبكات الشوارع الحضرية.
مع تطور اقتصاد الدول، خاصةً في عصر النهضة، شيدت طرق وجسور جديدة، استنادًا إلى التصميمات الرومانية. وعلى الرغم من وجود محاولات لإعادة اكتشاف الأساليب الرومانية، لم تظهر سوى القليل من الأفكار المبتكرة المفيدة في تشييد الطرق قبل القرن الثامن عشر.
بين عامي 1725 و1737، شيد الجنرال جورج واد 250 ميلاً أو 400 كم من الطرق و40 جسرًا لتعزيز سيطرة بريطانيا على المرتفعات الاسكتلندية، باستخدام تصاميم رومانية تكون فيها الحجارة الكبيرة في الأسفل والحصى في الأعلى، بعمق كلي قياسي يساوي المتر. لكنها كانت غير مستوية تمامًا وشديدة الانحدار، ووصفها توماس تيلفورد بأنها كانت «غير مناسبة لأغراض الحياة المدنية» وقاسية وسيئة التصريف.